# Bedroefde Moeder van Warfhuizen

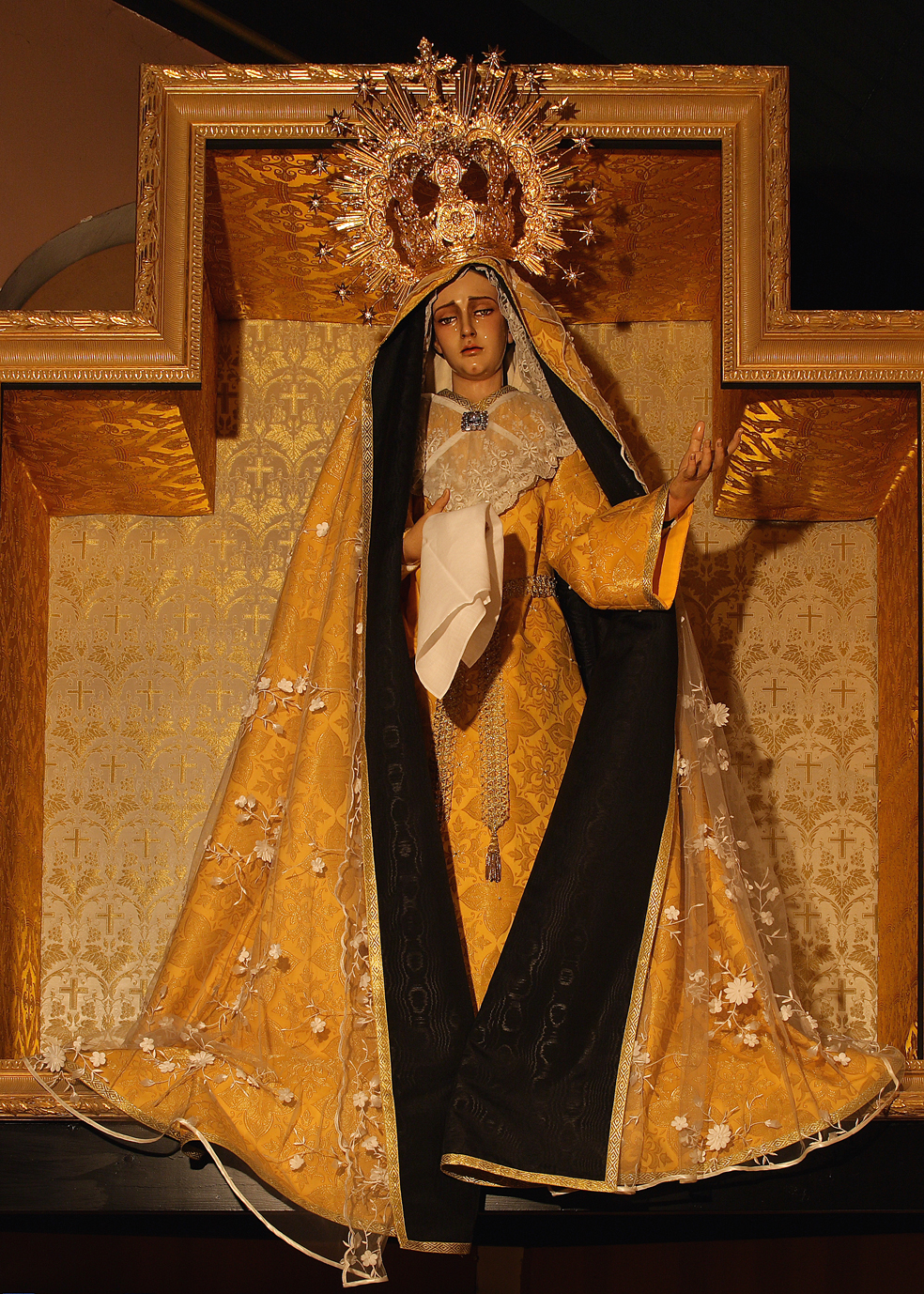
Onze Lieve Vrouwe van de Besloten Tuin in Pinksterkleed

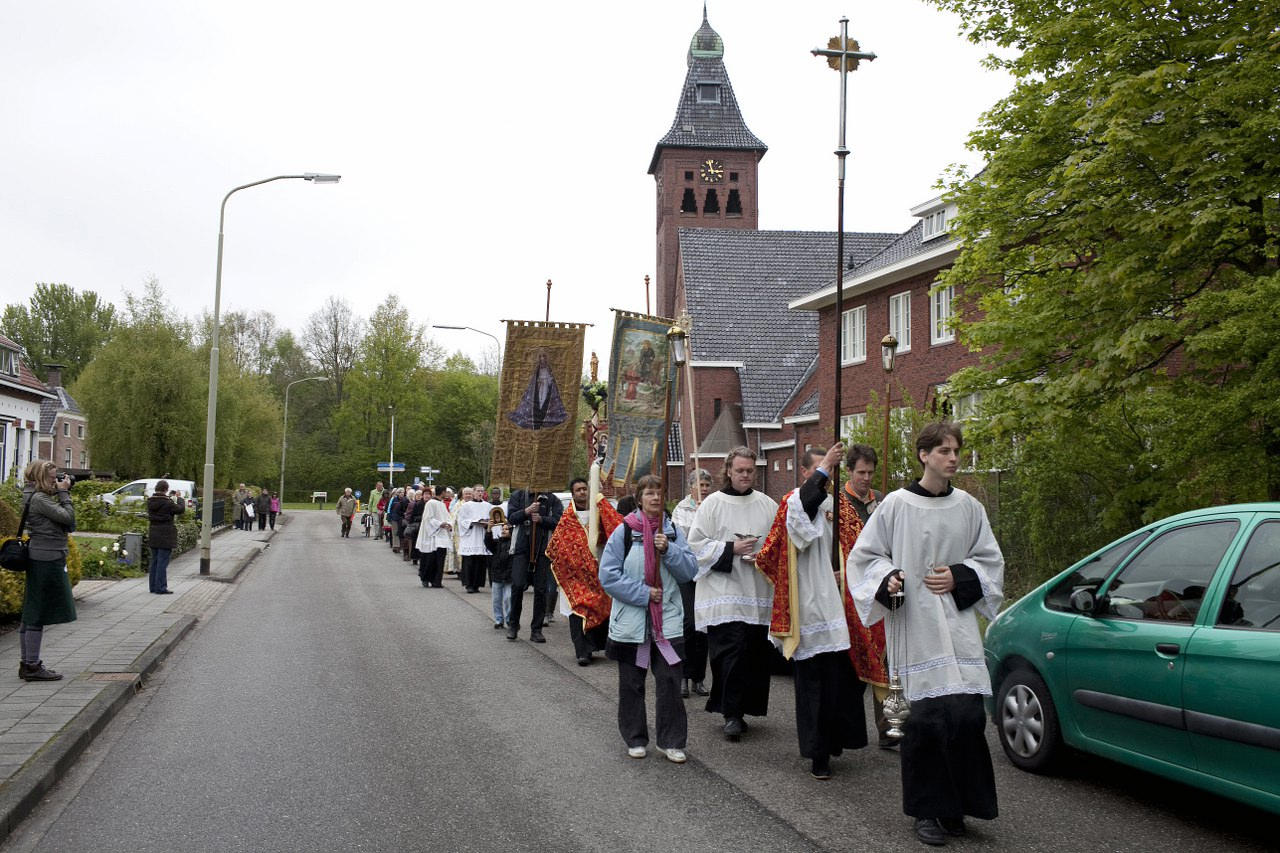
Het opstellen van een processie van Wehe-den Hoorn naar Onze Lieve Vrouwe van Warfhuizen

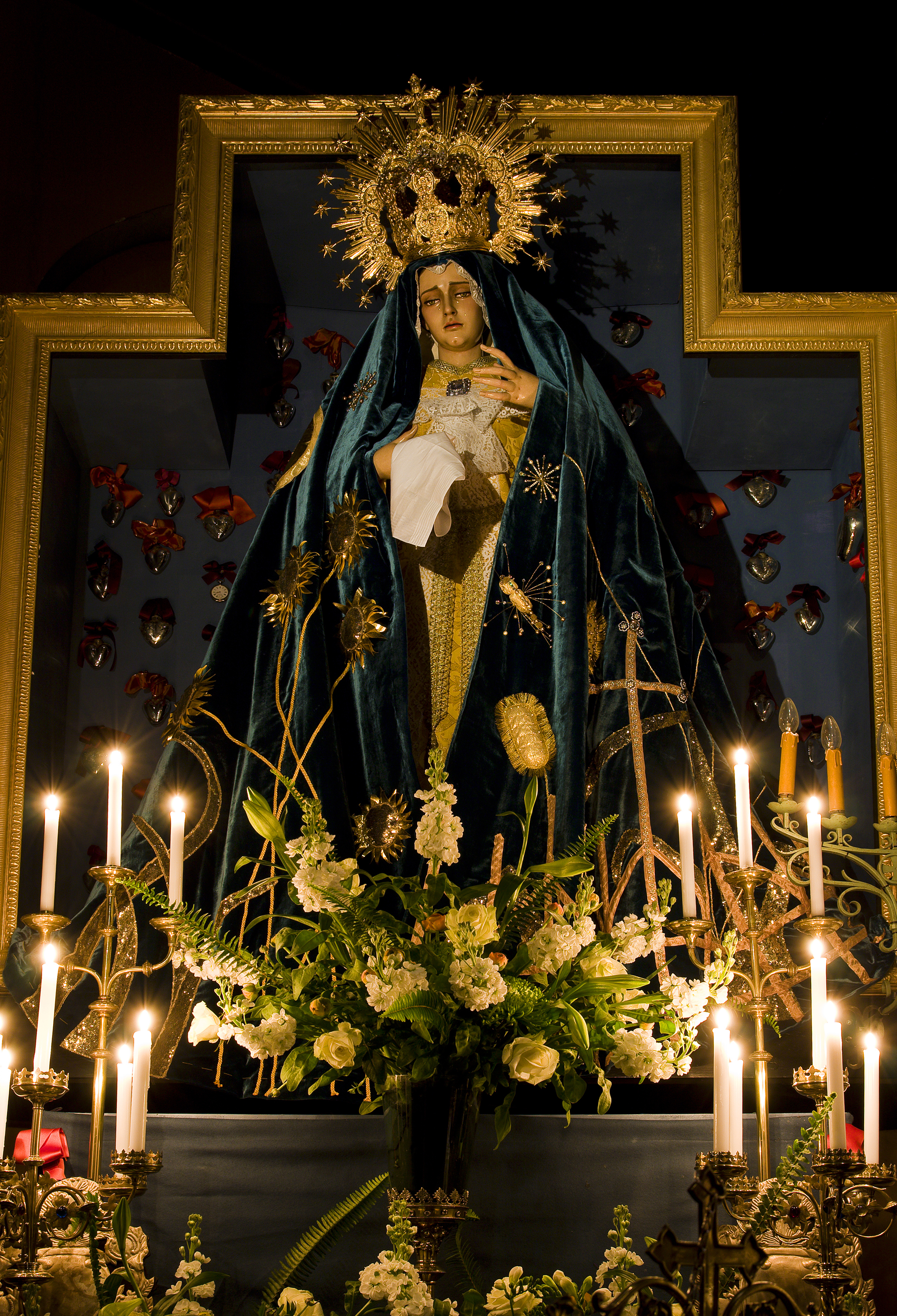
De Bedroefde Moeder van Warfhuizen in haar schutsmantel, een ontwerp van couturier Ramiro Koeiman

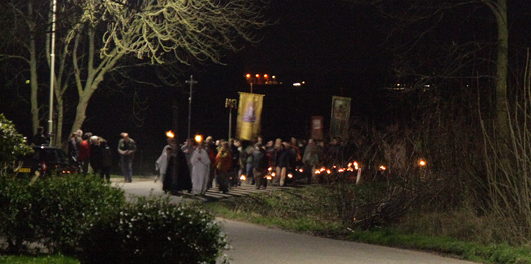
De lichtprocessie van het bisdom Groningen-Leeuwarden trekt Warfhuizen binnen

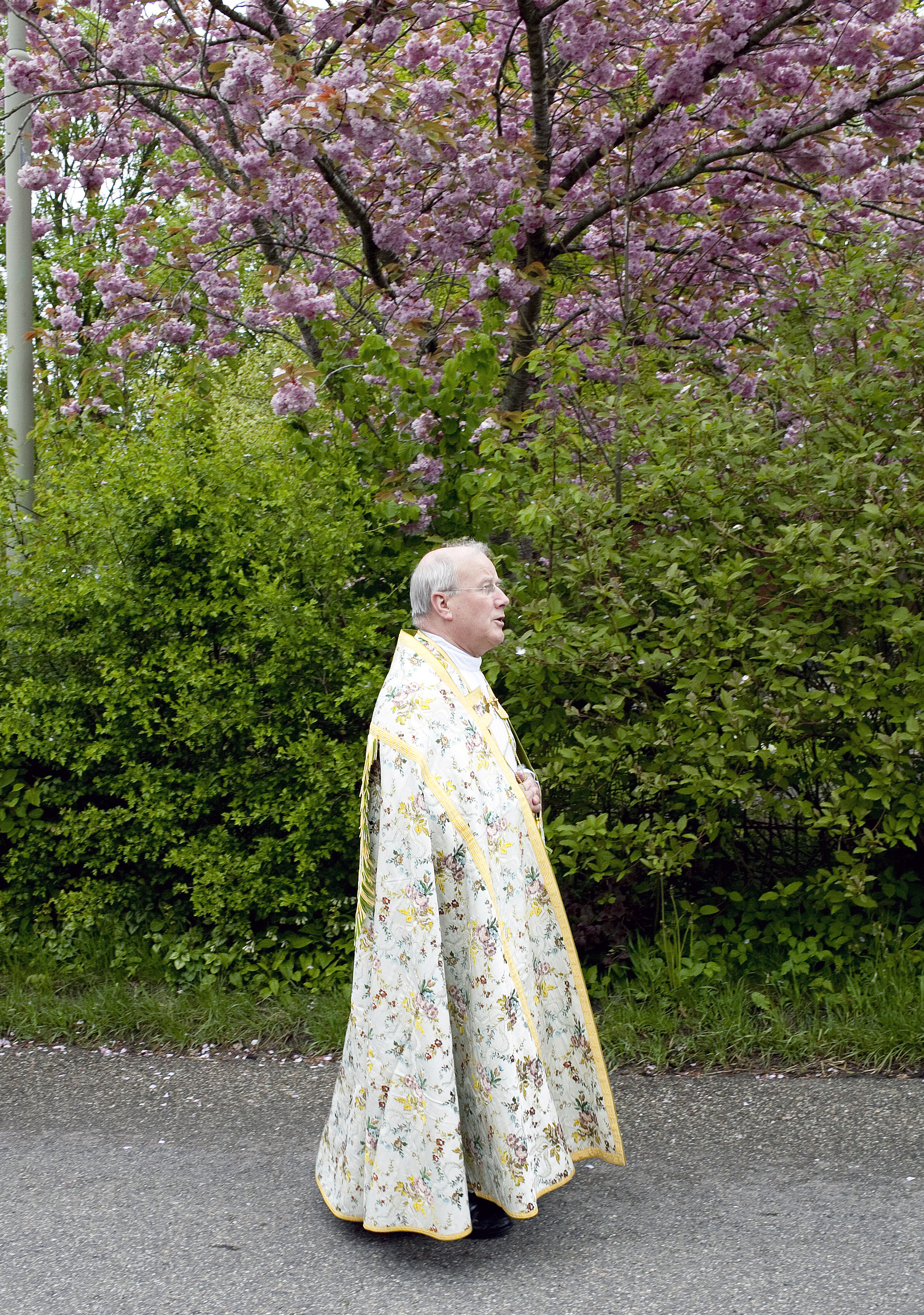
De plebaan van Groningen tijdens een processie naar Warfhuizen. Hij draagt een barokke koorkap die oorspronkelijk heeft toebehoord aan de Kapucinessen van Lugano, aan het Warfhuister heiligdom geschonken door Gabriël Bunge

De Bedroefde Moeder van Warfhuizen is de meest gebruikte benaming voor Onze Lieve Vrouwe van de Besloten Tuin, het genadebeeld dat in de kluiskapel van Warfhuizen wordt bewaard. Sinds 2003 trekt het vele bedevaartgangers naar de bedevaartkluis in het dorpje in het noorden van Groningen. Het wordt in de volksmond ook wel Onze Lieve Vrouwe van Warfhuizen of Maria van Warfhuizen genoemd.

## Geschiedenis
In 2001 werd in de voormalige hervormde kerk van het Hogelandster dorp Warfhuizen door de katholieken een kluis met bijbehorende kapel gesticht. In deze kapel werd in 2003 een levensgroot Spaans processiebeeld van de Moeder van Smarten geplaatst, onder de titel 'Onze Lieve Vrouwe van de Besloten Tuin' (ook de titel van de kluis en de kerk.) Het beeld is gesneden door de Sevillaanse beeldhouwer Miguel Bejarano Moreno, een van de beeldhouwers die zich gespecialiseerd hebben in het maken van beelden voor de beroemde processies in de Goede Week in Andalusië.

#### Wonder van Warfhuizen
Na de opstelling van het beeld in de kapel begon het op te vallen dat het steeds drukker werd in de (zeer afgelegen) kerk. Het bleek dat veel mensen speciaal voor Maria naar Warfhuizen kwamen. In het begin waren dat vooral geëxpatrieerde Spanjaarden en Latijns-Amerikanen, maar al snel volgden katholieken uit de streek zelf die een dergelijke kapel altijd hadden gemist. Vervolgens kwamen de bedevaartgangers van steeds verder weg naar Warfhuizen, ook uit Limburg, Duitsland en Vlaanderen. Dit verschijnsel wordt wel het ‘wonder van Warfhuizen’ genoemd. Deze term verwijst naar het feit dat de kapel een bedevaartplaats geworden is, juist zonder dat er een wonder of een verschijning is geweest.

#### Bedroefde vaders en moeders
Onze Lieve Vrouwe van de Besloten Tuin is een verbeelding van het medelijden van Maria met haar Zoon. Waarschijnlijk daarom trekt ze veel pelgrims naar Warfhuizen die zich zorgen maken over hun kinderen, zoals blijkt uit het intentieboek. Wie het doorbladert komt veel hartenkreten tegen die betrekking hebben op jonge mensen die getroffen zijn door ziekte of ongelukken, of die ontspoord zijn. Ook komen er tijdens het bedevaartseizoen (in Warfhuizen van ongeveer half april tot en met het patroonsfeest op 15 september) regelmatig groepen.

#### Broederschap
Aan de devotie tot Onze Lieve Vrouwe van de Besloten Tuin is een broederschap (m/v) verbonden die het gebed voor het welzijn van Kerk en bisdom ten doel heeft. Ten minste eenmaal per jaar, op de zaterdag voor Moederdag, trekt men na een heilige Mis in de parochiekerk in Wehe den Hoorn naar de Warfhuister kluiskerk om een Sacramentslof te houden. Ook geeft de broederschap devotieprentjes en bedevaartvaantjes uit en assisteert de Warfhuister kluisbroeder bij het ontvangen van groepen pelgrims uit den vreemde.

#### Processies
Bijzonder zijn de vele processies, kleine en grote, die de laatste jaren vanuit Wehe-den Hoorn naar Warfhuizen getrokken zijn. De grootste is tot nu toe de lichtprocessie op de vooravond van Palmzondag 2008 geweest, georganiseerd door de jongeren van het bisdom Groningen-Leeuwarden.

#### Het ruilen van de zakdoek
Een bijzonder gebruik in Warfhuizen is het "ruilen van de zakdoek." Maria draagt in Warfhuizen een witte zakdoek om haar tranen mee af te drogen. Gelovigen vragen om die zakdoek in ruil voor een nieuwe die ze zelf meebrengen of ter plaatse kopen. Ze schenken Maria's zakdoek vooral aan zieken, of ook wel aan mensen die voor een moeilijke opdracht (zoals examens) staan.

#### Schutsmantel en andere gewaden
De meeste genadebeelden van Maria hebben een zogenaamde 'schutsmantel', een mantel die buitengewoon feestelijk en rijk versierd is. De schutsmantel wordt doorgaans gedragen tijdens de Mariamaand mei en soms ook op grote Mariafeesten. De Groninger couturier Ramiro Koeiman bood in 2009 aan om ook voor Onze Lieve Vrouwe van Warfhuizen een dergelijke mantel te ontwerpen en vervaardigen. De mantel kwam gereed in 2010 en werd op 8 mei van dat jaar ingezegend door pastoor Wagenaar, plebaan van de kathedraal van Groningen.
De Warfhuister Lieve Vrouw heeft verscheidene mantels die ze draagt aan de hand van het liturgische jaar. Een aantal daarvan beantwoorden aan de Andalusische oorsprong van het beeld, maar de meeste zijn aangepast aan de Nederlandse katholieke traditie sinds de contrareformatie. De broederschap vindt dat het in Warfhuizen om een Groninger devotie gaat, ongeacht de oorsprong van het beeld als zodanig.